# Victor Godoi
Pour les articles homonymes, voir Godoi.
Victor Godoi est un boxeur argentin né le 31 mars 1975 à Comodoro Rivadavia.

## Carrière
Passé professionnel en 1995, il devient champion d'Argentine des poids mouches en 1996 et s'empare du titre WBO vacant des super-mouches le 7 novembre 1998 en battant à l'issue des 12 rounds Pedro Morquecho. Godoi perd ce titre dès le combat suivant face à Diego Morales le 7 juin 1999. Il met un terme à sa carrière de boxeur en 2005 sur un bilan de 31 victoires et 5 défaites.